# サルミエント (小惑星)
サルミエント (1920 Sarmiento) は、小惑星帯の小惑星。ジェームズ・ギブソンとカルロス・チェスコがアルゼンチンのエル・レオンシット国立公園にあるレオンシット天体観測施設群で発見した。
コルドバ天文台を作らせた19世紀後半のアルゼンチン大統領ドミンゴ・ファウスティーノ・サルミエントか、メキシコの天文学者アントニオ・サルミエントのどちらかに因んで名付けられた。